# Lula (treinador de futebol)
Luís Alonso Pérez, conhecido como Lula, (Santos, 22 de fevereiro de 1922 — São Paulo, 15 de junho de 1972) foi um treinador de futebol brasileiro.
Ficou famoso pelo trabalho no Santos FC de 1954 a 1966, sendo o técnico mais vitorioso do clube, com 38 títulos, sendo 21 títulos considerados oficiais.
Embora nunca tivesse sido um grande jogador, Lula sabia identificar um craque e tinha sensibilidade para enquadrar os jogadores no elenco. 

## Biografia

### Carreira de treinador
Descendente de espanhóis, Lula foi funcionário de uma distribuidora de leite, foi padeiro e chofer de táxi.
A experiência dele com o futebol foi construída na várzea santista. Primeiro como um esforçado jogador, que um problema no joelho fez ele parar de jogar muito cedo. Ainda na várzea na cidade, dirigiu o Palmeiras e a Americana. Depois assumiu o time amador da Portuguesa Santista.
Luís Alonso Perez, o Lula, atuava no Departamento Amador da Portuguesa Santista quando o vice-presidente do Santos Futebol Clube, Aristóteles Ferreira, convidou-o em 1949  para assumir o cargo de diretor do departamento amador.
O bom desempenho o levou a ser nomeado técnico da base em 13 de maio de 1952. Lula dirigiu pela primeira vez a equipe titular em substituição a Aymoré Moreira que era o técnico efetivo do Santos e fora servir a Seleção Paulista. Essa primeira participação como técnico interino foi na vitória santista por 1 a 0 diante do São Paulo no Pacaembu. Posteriormente, dirigiu outra partida amistosa diante do mesmo São Paulo na Vila Belmiro com o time paulista vencendo por 2 a 0. Depois voltou para a base.
Sua efetivação como técnico do Peixe aconteceu no dia 5 de junho de 1954, quando então o Peixe venceu o Botafogo por 3 a 2 no Maracanã em partida do Torneio Rio-São Paulo.
A última vez que entrou em campo como treinador do Alvinegro foi no dia 19 de dezembro de 1966 em partida válida pelo Campeonato Paulista na vitória por 3 a 0 diante da Prudentina na Vila Belmiro. Sua saída foi ocasionada pela campanha ruim (para os padrões do clube na época). A equipe perdeu o estadual para o Palmeiras e foi vice na Taça Brasil ao ser derrotada pelo Cruzeiro.
Comandou a equipe em 945 partidas, das quais 619 vitórias, 144 empates, 182 derrotas, 2.858 gols marcados e 1.447 sofridos). Sob sua atuação, o alvinegro da Vila Belmiro alcançou as maiores glórias, projetando o futebol brasileiro para todo o mundo. Deixou o clube praiano supostamente depois de um desentendimento com Pelé, boato nunca confirmado. Foi o responsável pelo lançamento de vários craques, tais como os ídolos santistas Pagão, Pepe, Coutinho, Pelé, Clodoaldo, Del Vecchio, entre outros.
Treinou o Corinthians em 1968. No clube não conseguiu títulos, mas foi o técnico do time no jogo histórico em 1968, quando a equipe de Parque São Jorge venceu o Santos no Campeonato Paulista por 2x0, depois de 11 anos sem conseguir uma vitória sobre a equipe da Vila Belmiro (em Campeonatos Paulistas). Sob o comando do time, Lula fez 35 jogos (20 vitórias, sete empates e oito derrotas).
Trabalhou ainda na Portuguesa de Desportos e no Santo André, onde trabalhou por apenas 3 jogos, sendo que no primeiro deles comandou uma vitória sobre o Santos dirigido por Pepe.

### Recordes
É o segundo treinador que conquistou o maior número de campeonatos paulistas: sagrou-se campeão em oito oportunidades, de 1955 a 1965 (perdeu para Vanderlei Luxemburgo esse título que perdurou em sua história como treinador durante 55 anos), todas pelo Santos Futebol Clube.
Após a oficialização pela CBF da Taça Brasil como título brasileiro, Lula é agora oficialmente o único treinador que foi pentacampeão brasileiro contínuo, superando o tricampeonato de Muricy Ramalho.
Lula conquistou 21 títulos no Santos F.C., até hoje um recorde mundial, sendo 8 vezes campeão paulista, 5 vezes campeão brasileiro, 2 vezes campeão sul-americano (Libertadores de América) e 2 vezes campeão intercontinental.

### Curiosidades
Lula foi uma personalidade ímpar no comando técnico do Santos, conheceu o mundo, grandes autoridades e muitas celebridades durante as inúmeras excursões do clube pelos quatro cantos do planeta. A amizade entre Lula e o grande pintor espanhol Pablo Picasso foi marcante, tendo sido presenteado pelo artista com várias pinturas e desenhos além dos que Lula possuía em sua coleção, havia uma admiração mútua entre os dois mestres.
É comum no meio futebolístico a frase associada à Lula, sobre seu trabalho no Santos: O homem que só precisava jogar as camisas para o alto, numa referência à qualidade da equipe, algo contestado por profissionais do meio.

### Morte e legado
Lula morreu jovem, aos 50 anos, em 15 de junho de 1972, depois de complicações em decorrência de um transplante de rim no Hospital das Clínicas. Deixou viúva a Sra. Yvete Simões Alonso e três filhos, Luís Alonso, Marcos Tadeu Alonso e Leonor Maria Alonso.
Em 2022, foi lançada a biografia "Lula, o Campeão Esquecido", pela Editora Corner, escrita pelo jornalista Fernando Campos Ribeiro.

## Títulos
Santos
- Campeonato Paulista: 1955, 1956, 1958, 1960, 1961, 1962, 1964 e 1965
- Torneio Rio-São Paulo: 1959, 1963, 1964 e 1966
- Campeonato Brasileiro: 1961, 1962, 1963, 1964 e 1965
- Copa Libertadores da América: 1962 e 1963
- Copa Intercontinental: 1962 e 1963